# Xanthopimpla anchoroides
Xanthopimpla anchoroides är en stekelart som beskrevs av Chao 1997. Xanthopimpla anchoroides ingår i släktet Xanthopimpla och familjen brokparasitsteklar. Inga underarter finns listade i Catalogue of Life.